# Oskar Robert Donau
Oskar Robert Donau (auch Dogarth) (* 28. Mai 1898 in Wien; † 31. August 1961 ebenda) war ein österreichischer Maler.

## Leben
Donau besuchte von 1914 bis 1917 die Kaiserlich-Königliche Kunstgewerbeschule in Wien bei Adolf Michael Boehm, Anton von Kenner, Rudolf von Larisch und Franz Cizek. Er war an der Kunstform des Wiener Kinetismus mitbeteiligt. Seine bevorzugten Motive waren Landschaften, Stillleben und Blumenstücke, gegen Ende seines Lebens malte er auch modernere Landschaftsbilder.

## Werke (Auswahl)
- Rasende Wölfe, 1918, Aquarell auf Papier, ca. 32 × 46 cm, Wien Museum[5]
- Gazellen, 1918. Linolschnitt, ca. 30 × 36 cm, Universität für angewandte Kunst Wien[6]
- Sonnenrad, 1918. Linolschnitt, ca. 36 × 26 cm, Universität für angewandte Kunst Wien[7]